# Constance Labbé
Constance Labbé, née le 29 mai 1988 à Boulogne-Billancourt, est une actrice française.

## Biographie

### Carrière
Constance Labbé suit plusieurs formations théâtrales, du Cours Viriot au Cours Florent à Paris (sous la direction de Jean-Pierre Garnier) et à la Formation Meisner Technique,,,.
Elle s'installe ensuite à New York, où elle suit des stages et des formations au HB Studio et intègre la troupe HB Ensemble, avec laquelle elle fait ses premiers pas sur scène aux États-Unis,,,.
De retour en France, Constance Labbé devient membre de l'Atelier Palmade et fait ses débuts d'actrice dans des publicités pour diverses marques avant de décrocher ses premiers rôles au cinéma et à la télévision,,,.
À partir de 2016, elle se fait connaître sur le petit écran dans des séries comme Camping Paradis, Mongeville, Commissaire Magellan puis dans les téléfilms Meurtres à Brides-les-Bains, Traqués, Coup de foudre en Andalousie et Crime à Saint-Affrique. En 2017, Constance Labbé tient le rôle de la duchesse Marie-Thérèse de Vinteuil, fille de Philippe et Marie-Louise de Roche Saint-Pierre dans la série La Petite Histoire de France.
La notoriété acquise grâce à Camping Paradis lui permet ensuite de participer à plusieurs films comme L'Un dans l'autre, L'Embarras du choix, Joyeuse retraite ! ou encore Je te veux, moi non plus,.
En 2022, Constance Labbé remplace Hélène de Fougerolles dans l'un des rôles principaux de la série Balthazar,,,,,,,,.
En 2024, l'actrice interprète le rôle de Sylia « Syl » Chamade dans la série Cat's Eyes d'Alexandre Laurent,,,,,,,,.

### Vie privée
En 2021, Constance Labbé est en couple avec l'acteur Tom Leeb, fils de l'humoriste Michel Leeb,,.
Elle est par ailleurs la sœur de Guillaume Labbé, connu pour ses rôles dans Je te promets et L'École de la vie.

## Filmographie

### Cinéma
- 2016 : L'Un dans l'autre de Bruno Chiche : Julie
- 2017 : L'Embarras du choix d'Éric Lavaine : Audrey, l'apprentie-coiffeuse
- 2018 : Love Addict de Frank Bellocq : La blogueuse aguicheuse
- 2018 : Edmond d'Alexis Michalik : L'habilleuse
- 2019 : Belle Fille de Méliane Marcaggi : Charlotte, la maîtresse de Marc
- 2019 : Joyeuse retraite ! de Fabrice Bracq : Léa
- 2019 : Le Bonheur des uns... de Daniel Cohen : Stéphanie
- 2021 : Je te veux, moi non plus de Rodolphe Lauga, Inès Reg et Kevin Debonne : Cassandra
- 2022 : Joyeuse retraite 2 de Fabrice Bracq : Léa
- 2023 : Le Voyage en pyjama de Pascal Thomas : Antonella
- 2025 : Adieu Jean-Pat de Cécilia Rouaud : Léonore

### Télévision

#### Séries télévisées
- 2011 : Le Jour où tout a basculé : Julia
- 2014 : Ma pire angoisse de Romain Lancry et Vladimir Rodionov : Alice
- 2016 : Petits secrets en famille : Chloé Bretaud
- 2016 : Les Beaux Malaises d' Éric Lavaine
- 2016-2017 : Camping Paradis : Adèle, la responsable des activités sportives
- 2017 : La Petite Histoire de France : duchesse Marie-Thérèse de Vinteuil
- 2017 : Mongeville, épisode Parfum d'Amour : Laurane Dampierre
- 2018 : Noces rouges de Marwen Abdallah (mini-série) : Camille
- 2018 : Commissaire Magellan, épisode Rose Sanglante : Clara Zeller
- 2019 : Groom : Clémence, l’escort-girl de l’hôtel
- 2021 : L'École de la vie : Camille Chomel
- 2021 : Balthazar : capitaine Camille Costes
- 2023 : Piste noire : Émilie Karras
- 2023 : Un gars, une fille (au pluriel) : Chouchou
- 2023 : Starstruck : Clem
- 2023 : Machine : la pseudo « Corinne Levasseur » (épisode 1)
- Depuis 2024 : Cat's Eyes d'Alexandre Laurent : Sylia « Syl » Chamade[14],[15],[16],[17],[18],[19],[20],[21],[22]
- 2026 : Désenchantées de David Hourrègue

#### Téléfilms
- 2018 : Meurtres à Brides-les-Bains d'Emmanuel Rigaut : Lisa Moritz
- 2018 : Traqués de Ludovic Colbeau-Justin : Juliette Lerebour
- 2019 : Coup de foudre en Andalousie de Stéphane Malhuret : Laura Denizot
- 2021 : Crime à Saint-Affrique (Crime dans le Larzac) de Marwen Abdallah : Hélène Martineau
- 2021 : Calls de Timothée Hochet : Sérenity